# Juan Felipe
Juan Felipe är en ort i Mexiko.   Den ligger i kommunen Cerro Azul och delstaten Veracruz, i den sydöstra delen av landet, 240 km nordost om huvudstaden Mexico City. Juan Felipe ligger 136 meter över havet och antalet invånare är 874.
Terrängen runt Juan Felipe är kuperad åt nordväst, men åt sydost är den platt. Runt Juan Felipe är det tätbefolkat, med 257 invånare per kvadratkilometer. Närmaste större samhälle är Temapache, 16,4 km sydost om Juan Felipe. Trakten runt Juan Felipe består till största delen av jordbruksmark.